# La cavalcade des heures
La cavalcade des heures è un film del 1943 diretto da Yvan Noé.